# 片瀬東浜海水浴場

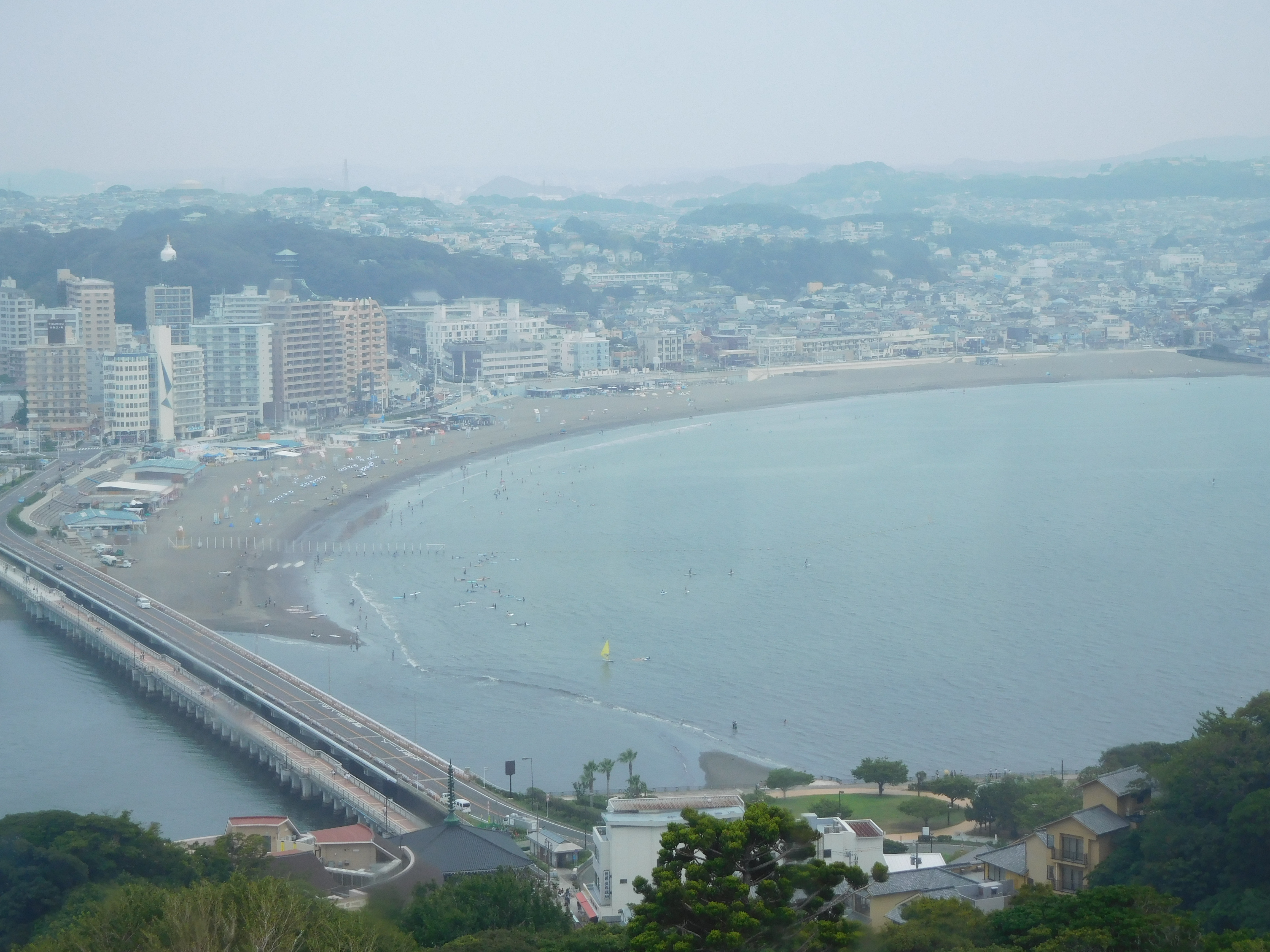
片瀬東浜海水浴場（江の島展望灯台から）
（画像中央の4階建ての建物「ほてる汐彩」から左が片瀬東浜海水浴場、右が腰越海水浴場）

片瀬東浜海水浴場 （かたせひがしはまかいすいよくじょう）は、神奈川県藤沢市片瀬海岸一丁目先の560mの遠浅の砂浜にある海水浴場。日本の水浴場88選に選ばれた人気の海水浴場である。江の島海水浴場営業組合が管理し、同組合では「江の島海岸東浜海水浴場」と称している。
境川 - 神戸川間に形成された砂浜の境川寄りにあたり、神戸川寄りの鎌倉市腰越三丁目先の220mの遠浅の砂浜は腰越海水浴場となる。両者は地続きであり、仕切りのようなものも存在しない。

## 概要

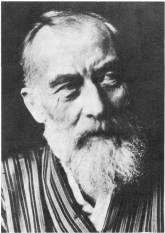
エルヴィン・フォン・ベルツ

藤沢市南部の境川河口から東側の弧状の砂浜にあり、目前に江の島、左手には三浦半島が一望できる伝統的な人気海水浴場。江の島の島陰にあるので波が穏やかなことが特色である。川口村の村営海水浴場としては1915年（大正4年）に開設され、組合の設立は1929年（昭和4年）だが、西洋式の医療目的の海水浴の歴史は古く、1879年（明治12年）、エルヴィン・フォン・ベルツが海水浴場適地を探索し、片瀬は海水浴に適地として内務省に紹介したことがきっかけとされる。事実上日本で最初の海水浴場である可能性がある。
現在の片瀬東浜海水浴場は、江の島海水浴場営業組合が管理し、同組合では「江の島東浜海水浴場」と称している。小田急江ノ島線、江ノ島電鉄線、湘南モノレールと、3本の公共交通機関からアクセスできる利便性も特色である。気候によって大きく変化するが、年間平均83万人程度の来客数を誇り、全国1位の片瀬西浜・鵠沼海水浴場に次ぎ、鎌倉や須磨（兵庫県）の海水浴場と全国2位の座を競っている。来客の男女比を見ると、45.5：54.5と、女性客が若干多く、若年層を中心に幅広い年代層から愛好されている。 
7月1日の海開きから8月いっぱい、25軒の「海の家」、30軒の飲食店、2軒の売店が建ち並ぶ。トイレは仮設を含め19か所に設けられている。全体のほぼ中央に入口のアーチと仮設ステージが設けられ、その左右に対称的に海の家などの仮設店舗が並び、全体に整然とした配置が見られる。安全管理は「EMERGENCY LIFESAVING CORPORATION」が主に担当する。海岸の美化に関しては、1990年代以降財団法人かながわ海岸美化財団の調整のもと、各種団体によるビーチクリーンのボランティア活動が活発化し、機械力も導入されている。一方、環境省の水浴場水質検査では「B」（可）と判定され、不適ではないものの、あまり好ましい結果ではない。禁止行為はバーベキュー、キャンプ、個人的な花火、水上オートバイ。
なお、片瀬東浜海水浴場は、環境省から1998年（平成10年）3月12日、日本の水浴場55選に選定され、重ねて2001年（平成13年）3月23日、日本の水浴場88選に選定されている。

## 歴史

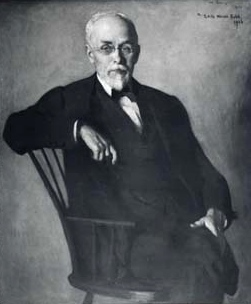
エドワード・S・モース

- 1858年（安政5年）の日米修好通商条約以来、1899年（明治32年）の日英通商航海条約発効までの間、横浜の外国人居留地に住む人々は、行動範囲を居留地から10里以内に制限されていた。その制限範囲内にあり、風光明媚で宿泊施設が整っていた片瀬や江の島には、明治初期以来多くの外国人が訪れるようになった。ヨーロッパにおいては、18世紀の半ばあたりから医療としての海水浴が提唱され、各地に医療設備を持った海水浴場が開設されるようになっていた。日本でも古く鎌倉時代から「汐湯治」という医療目的の海水浴が行われていたことが知られている。ヨーロッパ式の海水浴という風習は、日本では片瀬から始まった。記録に残るものとして、次のような例が知られる。
  - 1872年8月 - フランスの法律家=ジョルジュ・ブスケ、カタシエ（片瀬）で夕食前に海水浴。[3]
  - 1876年（明治9年） - フランスの東洋学者=エミール・ギメ、片瀬の海で海水浴をしたが、電気クラゲに刺されて岸に戻る。[4]
  - 1877年（明治10年）8月11日 - 米国の生物学者=エドワード・S・モース、同行の帝国大学の外山教授や松村助手らと江の島の海で海水に浴す。[5]
  - 1879年（明治12年）7月6日 - 医師=エルヴィン・フォン・ベルツ、海水浴場適地を探索するため横浜から馬車で江の島に来訪。片瀬は海水浴に適地として内務省に紹介。[6]
  - 1880年（明治13年）7月13日 - ベルツ、鍋島侯爵の子ども2人を片瀬へ海水浴に送る。[6]
  - 1883年（明治16年） - 暁星学校の教職員（アルフォンス・ヘンリック神父らフランス人・米国人・日本人）、片瀬で海水浴。

これらの先例があって、相模湾岸では1884年（明治17年）に鎌倉で、その翌年に大磯で、さらにその翌年には鵠沼で相次いで海水浴場が開設された。ところが、川口村 (1889年（明治22年）4月1日、片瀬村と江島村が合併して発足、1933年（昭和8年）4月1日、町制を敷いて片瀬町となった) が村営海水浴場を東浜に開設するのは1915年（大正4年）のことであり、さらに、片瀬の海水浴場組合結成の記録は、小田原急行鐵鉄道江ノ島線が開通した1929年（昭和4年）の6月のことであった。これは片瀬東浜に海水浴場がなかったということではなく、むしろ鎌倉や大磯よりも古くからあったと考えるべきであろう。片瀬には江戸時代以来東浜海岸に並行して州鼻通りや龍口寺門前に旅館街が形成され、しっかりした脱衣場や浴場が備えられており、海水浴が宿泊滞在型だった時代には海の家などを設置する必要がなかったからである。
1891年（明治24年）、学習院が隅田川の浜町河岸にあった游泳演習場を川口村片瀬に移す。1904年（明治37年）には片瀬海岸に学習院の寄宿舎（平屋建て、9棟）が翌年にかけて竣工し、3年後に学習院院長に就任した乃木希典の褌姿の写真も残っている。乃木院長は軍隊式の幕営という方法も採用した。1905年（明治38年）8月の記録には江の島片瀬に避暑客300人、学習院職員生徒132人来訪とある。しかし、1911年（明治44年）、学習院は游泳演習場を片瀬から沼津御用邸の隣接地に移す。片瀬の海水浴場が一般客で混雑し、游泳演習場に適さなくなったのが理由とされる。この混雑のきっかけは1902年（明治35年）、藤沢駅から片瀬まで開通した江之島電氣鐵道によるアクセスの利便性の発展である。
この学習院游泳演習場跡地の活用が1915年（大正4年）7月21日、鎌倉郡川口村の天野村長や村内有力者6名の協議により、更衣所や衣類所持品預かり所を設置し、見張り番・救助船などを準備した村営の海水浴場を開設することとなった。江ノ電の開通により、日帰り海水浴客が一般化してきたことが理由であろう。この傾向は1929年（昭和4年）4月1日の小田急江ノ島線開通によって決定的となった。江ノ電の方も1931年（昭和6年）7月10日、4輪車5両の海水浴納涼電車の運行を開始し、「海水浴納涼往復割引乗車券」を発売する。この賑わいは1940年（昭和15年）の頃まで続いたようで、東海道本線が品川駅 - 藤沢駅間に臨時列車を増発するほどだった。この年の東浜には休憩所、飲食店、売店等60余軒が建ち並んだというから、今日の姿とほとんど変わらない。太平洋戦争開戦により、それどころではなくなってくる。
1947年（昭和22年）4月1日、鎌倉郡片瀬町は藤沢市へ編入合併される。このことにより、藤沢市は江の島と片瀬海岸を擁する観光都市に発展した。1951年（昭和26年）4月1日に刊行された藤沢市立片瀬中学校編集の『かわいい科学者―特集江の島』によると、「終戦後新たな状況の下に新発足した海水浴場は、混乱期から漸く脱した人々の来遊が再び増加するにつれて、更衣所、飲食店、貸ボート店その他海水浴場関係者の熱心努力によって、たちまち戦前の隆盛さをとりもどし、更に殺到する来遊者の更衣所54軒、飲食店42軒、貸ボート店10軒、その他5軒が軒をならべサーヴィスをきそっています。」とある。この頃から西浜の海水浴場開発が本格化するが、それによって東浜が衰退するようなことはなかった。
1957年（昭和32年）5月3日、江ノ島水族館がマリンランドを開設（1938年、フロリダ州セントオーガスティンに開設された同州初のテーマパーク「マリンランド」に因んだ命名）。この頃から全米屈指の海洋リゾートとして知られるフロリダ州の中心都市マイアミから、藤沢は片瀬・鵠沼地区を「東洋のマイアミ」として売り出した模様である。1959年（昭和34年）3月5日、藤沢市議会は藤沢市とマイアミビーチ市との姉妹都市関係締結を議決。「東洋のマイアミ」から「東洋のマイアミビーチ」と改称することになる。
1964年（昭和39年）、江の島が東京オリンピックのヨット競技会場になり、会場設営のため、前々年に自動車橋江の島大橋が架橋されて、島の面積を1.5倍にする埋立が行われた。このために東浜はより波静かな浜辺となった。このオリンピックの年は、藤沢市への海水浴客が956万人をかぞえ、実に日本人の10分の1近くが一夏の間に藤沢で泳いだ計算になる。この年をピークに客数は下降線をたどり、大腸菌騒ぎもあって、1969年（昭和44年）に急減、市全体で200万人を割り込んだ。その後漸増し、1990年代には300万人台を回復した。変動が大きいが、東浜は100万人台、ピークは1994年の161万人であった。21世紀に入って東浜は再び100万人未満が続いている。

## 行事
- 7月1日 - 海開き
- 7月中旬 - 八坂神社幸祭「神輿海中渡御」
- 7月中旬 - 湘南・江の島　手作りボートレース
- 7月中旬 - 湘南龍の口灯籠流しと納涼花火（境川河口）
- 8月第1火曜日 - 江の島花火大会（片瀬海岸西浜）
これら7月1日から8月31日までの間に行われる行事を「江の島マイアミビーチ・ショー」という。

## アクセス
- 新宿駅方面から小田急江ノ島線
  - 　片瀬江ノ島駅から徒歩5分。
- 藤沢駅又は鎌倉駅から江ノ島電鉄線
  - 　江ノ島駅から徒歩数分。
- 大船駅から湘南モノレール
  - 　湘南江の島駅から徒歩10分。
- バス利用
  - 　数系統あるが、本数が少なく、渋滞に巻き込まれやすい。
- 自家用車利用
  - 　鎌倉あるいは平塚方面から -　国道134号
  - 　町田･藤沢方面から -　国道467号
駐車場は2箇所と少ない。夏季の休日には早朝から満杯になる。

## その他
- 1937年（昭和12年）7月10日、片瀬町青年団の手で「江の島縁起ページェント」が開催された。「江嶋縁起」にある五頭龍と弁財天の伝説を舞台化したもので、州鼻の広場に仮設舞台が設けられ、地元の龍神囃子、小学生のコーラスにより、長さ30間の五頭龍がうねり、江の島から美しい弁財天がやって来る野外劇。フィナーレは片瀬音頭で締めくくられた。弁財天役はこの前年に開設された松竹大船撮影所のスターが演じ、木暮実千代などが招かれた。太平洋戦争開戦の前年、1940年（昭和15年）まで4年間続けられた。
- 1951年（昭和26年）、大映映画『江の島悲歌（エレジー）』が公開され、菅原都々子の歌う同名の主題歌（作詞：大高ひさを／作曲：倉若晴生）と共に大ヒットした。歌詞の出だしは「恋の片瀬の 浜ちどり」である。

## 関連事項
- 日本の海水浴場一覧
- 神奈川県の観光地
- 片瀬 (藤沢市)
- 片瀬西浜・鵠沼海水浴場
- 日本の水浴場55選/日本の水浴場88選
- 東洋のマイアミビーチ